# José Luis Cruz
José Luis Cruz Figueroa (ur. 9 lutego 1952 w San Juancito, zm. 27 stycznia 2021) – piłkarz – reprezentant Hondurasu grający na pozycji obrońcy.

## Kariera klubowa
José Luis Cruz piłkarską karierę rozpoczął w 1970 w klubie Motagua Tegucigalpa. Z Montaguą dwukrotnie zdobył mistrzostwo Hondurasu w 1971 i 1974. W latach 1975–1980 występował w klubie Real España San Pedro Sula. Z Realem España dwukrotnie zdobył mistrzostwo Hondurasu w 1976 i 1977 oraz dotarł do finału Copa Interclubes UNCAF w 1979. W późniejszych latach występował jeszcze w dwukrotnie w Montagui, Atlético Morazán, Juventud Morazánica i UNAH Choluteca, w którym zakończył karierę piłkarską w 1988. Zmarł 27 stycznia 2021.

## Kariera reprezentacyjna
José Luis Cruz występował w reprezentacji Hondurasu w latach 1972-1982. W 1982 wystąpił na Mistrzostwach Świata. Na Mundialu wystąpił tylko w meczu grupowym z Jugosławią.